# Dendrite (geologia)

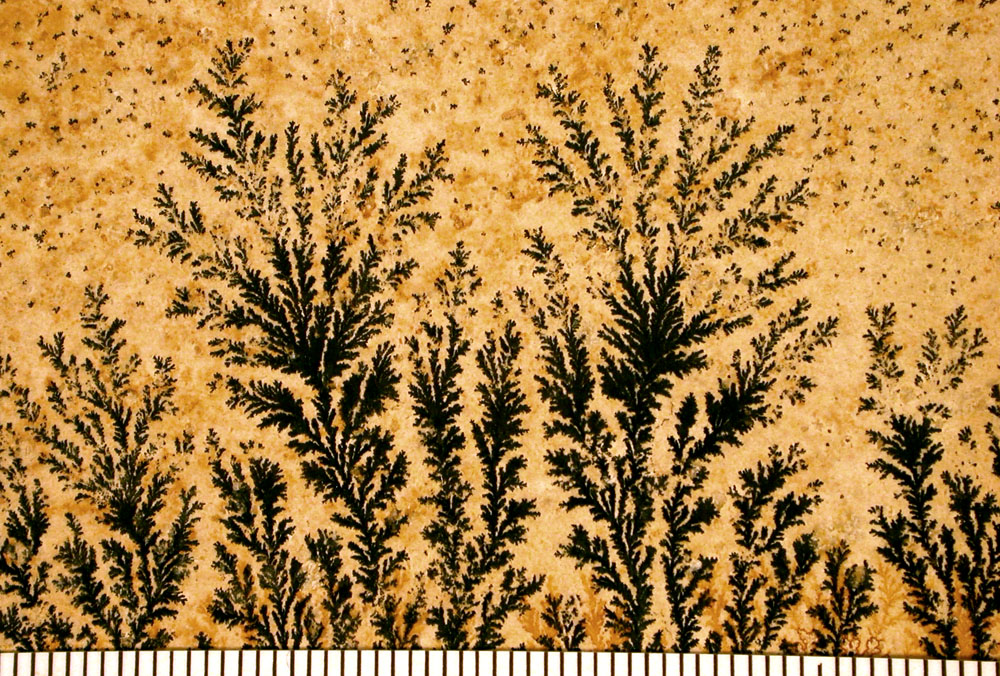
Ossido di manganese in formazione dendritica. Strutture di questo genere sono anche classici esempi di pseudofossili.

Il termine dendrite è solitamente utilizzato per classificare strutture di tipo ramificato. L'origine del termine è riconducibile alla parola greca "dendròn" (δενδρον) cioè albero.
Tali strutture sono molto comuni nei minerali e si formano spontaneamente durante la crescita di cristalli in condizioni di "non equilibrio": ad esempio partendo da soluzioni sovrasature oppure per rapido raffreddamento di materiale fuso.
Anche molte sostanze non metalliche (come ad esempio l'acqua) formano spontaneamente tali strutture se sottoposte ad un rapido congelamento.